# Belén Rodríguez
María Belén Rodríguez (Buenos Aires, 20 settembre 1984) è una modella, conduttrice televisiva, showgirl e cantante argentina naturalizzata italiana.

## Biografia

### Origini
Nata a Buenos Aires nel 1984, è figlia di Gustavo Rodriguez, pastore anglicano, e di Veronica Cozzani; ha un fratello, Jeremías, nato nel 1988, e una sorella, Cecilia, nata nel 1990, entrambi attivi nel mondo dello spettacolo italiano.

### Modella
Studentessa di liceo artistico, all’età di 16 anni inizia a lavorare come cameriera oltre a distribuire volantini. Nel 2001, superando un casting, ottiene un contratto con la Elite Model Management, e, all'età di 17 anni, comincia la sua carriera come modella in Argentina, lavorando anche a Miami e in Messico e divenendo testimonial di diverse case di intimo. Successivamente si iscrive al corso di Scienze della comunicazione dell'Università di Buenos Aires, senza completare gli studi. Nel 2004 si trasferisce in Italia prendendo la residenza a Milano, dove lavora per vari marchi, tra cui Miss Sixty, Taglia 42, Jadea, Yamamay, Imperfect, John Richmond, Pitti.
Nel corso degli anni ha posato per alcuni calendari sexy; il primo prodotto da Vuemme e pubblicato la prima volta nel 2006, cui fanno seguito, tra gli altri, il calendario glamour del 2006 di De Nardi e il calendario 2008 di Maxim, che ottennero risalto mediatico e successo di vendite. Tra i suoi servizi fotografici più noti ricordiamo: nel 2009 la copertina del numero 7 di Playboy Italia nel 2012 le copertine di Vanity Fair, e di GQ, con foto scattate da Douglas Kirkland. Tra il 2016 e il 2017 è stata testimonial della linea Marciano by Guess? Nel 2018 viene scelta come testimonial degli abiti da sposa di Alessandro Angelozzi Couture.

### Conduttrice televisiva e showgirl
L'esordio nella televisione italiana risale al novembre 2006, quando è ospite dei programmi televisivi di TeleBoario, rete televisiva locale della Val Camonica. Nella primavera del 2007 conduce insieme a Taiyo Yamanouchi per qualche mese la seconda edizione de La tintoria, show comico di Rai 3 in onda in seconda serata; si tratta della sua prima esperienza su una rete nazionale. È stata tra i protagonisti dello spot televisivo TIM come "donna dei sogni" accanto a Elisabetta Canalis e Christian De Sica. L'anno seguente partecipa, come inviata e co-conduttrice insieme a Selvaggia Lucarelli e altri, al rotocalco televisivo Pirati. Dopo essere apparsa anche su programmi delle reti Mediaset (Verissimo, Lucignolo), nell'autunno del 2008 partecipa alla sesta edizione de L'isola dei famosi, classificandosi al secondo posto, dietro Vladimir Luxuria, con il 44% dei voti, esperienza grazie alla quale è divenuta definitivamente nota anche al grande pubblico.

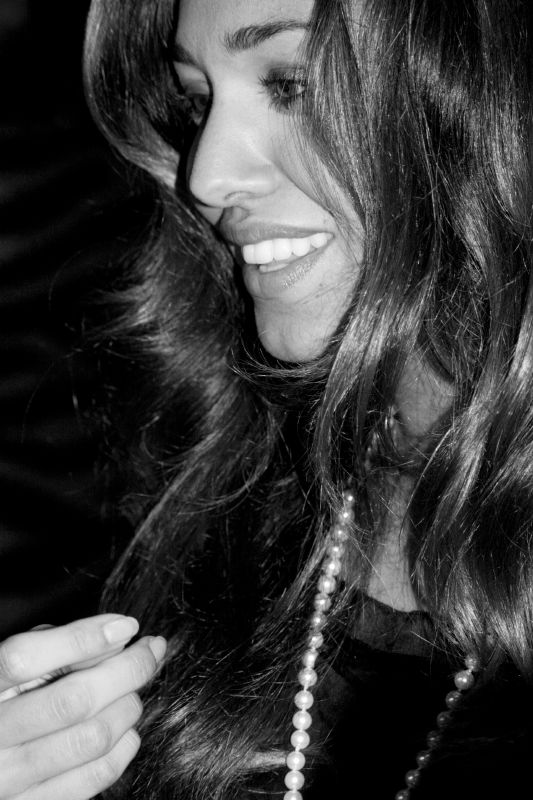
Belén nel 2009

Nel 2009 ha presentato l'undicesima edizione di Scherzi a parte insieme a Claudio Amendola e Teo Mammucari e, con quest'ultimo, Sarabanda. Tra il 2010 e il 2011 è ospite in molti programmi (tra cui il Chiambretti Night, il Grande Fratello e Paperissima) e si segnala la conduzione del Festival di Sanremo 2011 insieme a Gianni Morandi ed Elisabetta Canalis; al Festival di Sanremo partecipa anche l'anno seguente in sostituzione della valletta Ivana Mrázová. Nel corso del 2011 ha firmato un contratto di esclusiva con Mediaset, conducendo in seguito, tra gli altri, Colorado e la terza edizione di Italia's Got Talent.
Al di fuori delle reti Mediaset, nel 2015 è stata ospite anche del talk show di LA7 Announo e della serata-evento Andrea Bocelli - Il mio cinema, in onda su Rai 1 con la conduzione di Massimo Giletti. Nel 2017 prende parte al programma Selfie - Le cose cambiano. Nel 2019 conduce, assieme a Paolo Ruffini, Gianluca Fubelli e ai PanPers il programma Colorado. Dal 9 febbraio 2022 fino al 23 maggio 2023 conduce Le Iene con Teo Mammucari. Nel 2024 è concorrente di Celebrity Hunted.
Il 12 luglio 2024 viene annunciato il passaggio a Warner Bros. Discovery con due programmi: Only Fun - Comico Show, che condurrà insieme ai PanPers sul Nove da febbraio 2025, e Amore alla prova - La crisi del settimo anno su Real Time nel mese di gennaio.

### Attrice
Dopo l'esordio al cinema nel cinepanettone del 2010 Natale in Sudafrica di Neri Parenti, ha recitato in Se sei così ti dico sì, film del 2011 di Eugenio Cappuccio e nel film del 2015 Non c'è 2 senza te, di Massimo Cappelli.
In televisione, dopo un'esperienza tra il 2006 e il 2007 nel serial argentino Palermo Hollywood Hotel, nel 2011 è stata co-protagonista dell'episodio de Il commissario Montalbano Il campo del vasaio, mentre nel 2011 è stata tra le guest star della seconda stagione della sitcom Così fan tutte. Nel 2016 è stata guest star nel primo episodio della decima stagione di Don Matteo.

### Stilista e imprenditrice
Nel 2011 ha prodotto e commercializzato due linee di profumi. L'esordio come stilista risale al 2013, quando per il marchio di abbigliamento Imperfect disegna con la sorella la linea moda 2013-2014. Con la sorella ha disegnato costumi da bagno anche per il proprio marchio Me Fui.
A Milano con Stefano De Martino nel 2014 ha fondato la catena di negozi di abbigliamento 4store e nel giugno 2015 ha aperto un ristorante con altri soci, tra cui Joe Bastianich. È anche socia di una catena di saloni di bellezza Cotril.
Nel 2021 lancia con i fratelli Cecilia e Jeremías, in collaborazione con la Dream Project Spa il marchio di abbigliamento Hinnominate.
Dopo il successo della prima capsule baby dedicata alla nascita della figlia della showgirl Luna Marì, nel 2022 è stata riconfermata la collaborazione con il brand, per una nuova capsule per la P/E 2022.

### Cantante
Dopo essere stata, nell'autunno 2007, protagonista femminile del videoclip di Boyfriend, pubblicato nel 2008 dal rapper Coolio, nell'estate del 2009 esordisce come cantante con il brano Dai muovi muovi, sigla dell'edizione di Sarabanda da lei condotta con Mammucari. Come cantante ha anche partecipato al Festival di Sanremo 2010, affiancando nella serata dei duetti Toto Cutugno nell'esecuzione del brano Aeroplani.
Nel febbraio 2015, durante la settimana sanremese, ha pubblicato il singolo Amarti è folle (scritto e prodotto da Fortunato Zampaglione) con il nome d'arte María Belén, usato nella colonna sonora del film Non c'è 2 senza te.

## Vita privata
Durante la sua attività di modella in Argentina, ebbe una relazione con un collega, Tobias Blanco, che nel 2011, dopo la conclusione della relazione, diffuse su internet un video, che li riprendeva insieme durante effusioni intime, per revenge porn: la modella si rivolse alla polizia postale, senza però ottenere la cancellazione richiesta né l'incriminazione di Blanco.
Nel 2011 la modella subì un aborto spontaneo per disturbo depressivo causato dalla vicenda del video venduto dal suo ex fidanzato argentino: la sua gravidanza era conseguenza del rapporto con Fabrizio Corona.
Nell'aprile del 2012, nell'ambito di Amici di Maria De Filippi, ha conosciuto e si è fidanzata con il ballerino Stefano De Martino, sposandolo il 20 settembre 2013. I due hanno avuto un figlio, Santiago, nato il 9 aprile 2013. Dopo varie interruzioni e riprese della relazione, la coppia si è separata definitivamente nel 2023.
Nel 2021 ha avuto una seconda figlia, nata dalla relazione con Antonino Spinalbese.

## Filmografia

### Attrice

#### Cinema
- Natale in Sudafrica, regia di Neri Parenti (2010)
- Se sei così ti dico sì, regia di Eugenio Cappuccio (2011)
- Non c'è 2 senza te, regia di Massimo Cappelli (2015)

#### Televisione
- Palermo Hollywood Hotel – serie TV (2006-2007)
- Il commissario Montalbano – serie TV, episodio 8x19 (2011)
- Così fan tutte – serie TV, episodio 2x01 (2011)
- Don Matteo – serie TV, episodio 10x01 (2016)

### Doppiatrice

#### Cinema
- Gladiatori di Roma, regia di Iginio Straffi (2012) - voce di Diana

## Programmi televisivi
- No hay 2 sin 3 (Canale 9, 2004)
- Curiosando (TeleBoario, 2005-2006)
- La tintoria (Rai 3, 2007)
- Stile libero Max (Rai 2, 2007)
- Circo Massimo Show (Rai 3, 2007-2010)
- Verissimo (Canale 5, 2007) - inviata
- L'isola dei famosi 6 (Rai 2, 2008) - concorrente
- Pirati (Rai 2, 2008) - inviata
- Scherzi a parte (Canale 5, 2009)
- Sarabanda (Canale 5, 2009)
- Stiamo tutti bene (Rai 2, 2010)
- Festival di Sanremo (Rai 1, 2011-2012)
- Ciak... si canta! (Rai 1, 2011)
- Colorado (Italia 1, 2011-2012, 2019)
- Radio Italia Live - Il concerto (Italia 1, 2012)
- Amici di Maria De Filippi (Canale 5, 2012) - ospite fissa
- Italia's Got Talent (Canale 5, 2012-2013)
- Come mi vorrei (Italia 1, 2014)
- Tú sí que vales (Canale 5, 2014-2022)
- Arena di Verona - Lo spettacolo sta per iniziare (Canale 5, 2015)
- Striscia la notizia (Canale 5, 2016)
- Pequeños gigantes (Canale 5, 2016)
- Selfie - Le cose cambiano (Canale 5, 2017) inviata
- Balalaika (Canale 5, 2018)
- Sanremo Young (Rai 1, 2019) - giurata
- Notte della Taranta (Rai 2, 2019)
- Festival di Castrocaro (Rai 2, 2019)
- Le Iene (Italia 1, 2022-2023)
- Celebrity Hunted: Caccia all'uomo 4 (Prime Video, 2024) - concorrente
- Amore alla prova - La crisi del settimo anno (Real Time, dal 2025)
- Only Fun – Comico Show (Nove, dal 2025)

## Radio
- Password (RTL 102.5, 2013)

## Spot pubblicitari
- TIM (2009-2013, 2015)
- 2Jewels[55] (2010, 2014-2015)
- Miss Sixty (2010)
- PUMA BodyTrain (2011)
- Linkem (2012)
- McDonald's Italia (2013, 2017)
- WeChat Italia (2013-2014)
- Jadea (2014-2020)
- Cotril - Hairstyle[56] (dal 2014)
- Guess (2015-2017)
- Confetti Crispo (2016)
- Foreyever (2016)
- MeFui (2016-2019)
- Imetec - Bellissima Italia (2017-2018)
- ICAR Antifurto (2018)
- Alessandro Angelozzi Couture (2018)
- Braun (2022)
- Intimissimi (2024-2025)

## Discografia

### Singoli
- 2015 – Amarti è folle
- 2016 – Passione eterna
- 2024 – El día que me quieras

Tutti i singoli sono stati pubblicati come María Belén

## Riconoscimenti
- Accademia Amici della Lirica
  - 2013 – Donna dell'anno[57]
- Galà della Pubblicità
  - 2014 – Eccellenza dell'anno[58]
- Premio TV - Premio regia televisiva
  - 2011 – Personaggio rivelazione dell'anno[59]
- San Gennaro Day
  - 2015 – Opera d'arte vivente[60]